# Diocesi di Soli

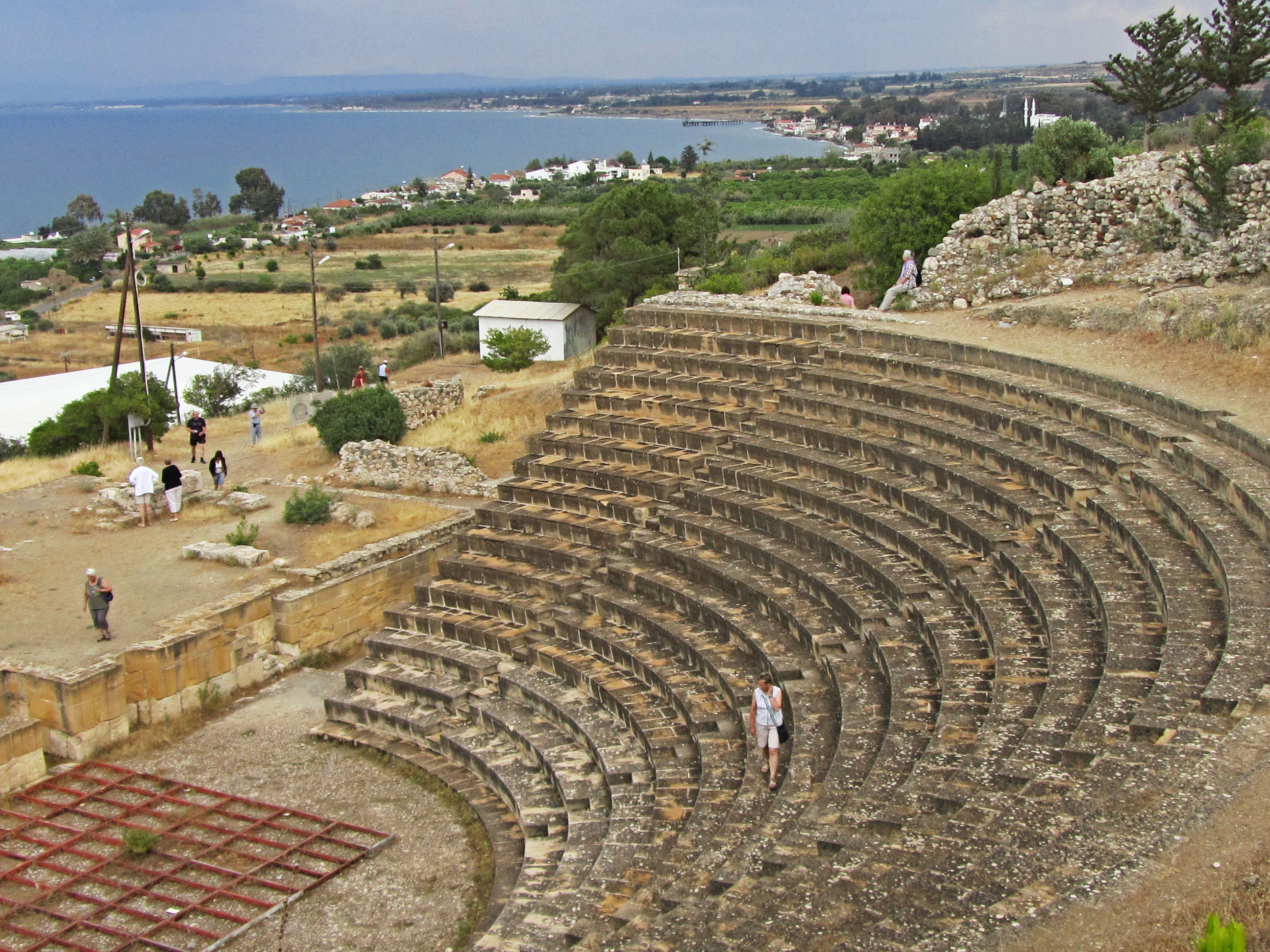
L'anfiteatro dell'antica città cipriota di Soli.

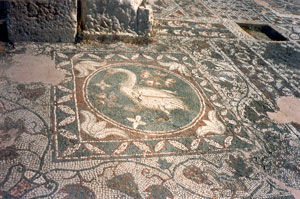
Mosaico dell'antica basilica romana, trasformata in chiesa cristiana nel IV secolo.

La diocesi di Soli (in latino Dioecesis Solensis) è una sede soppressa e sede titolare della Chiesa cattolica.

## Storia
Soli, le cui rovine si trovano nei pressi della città di Morphou, è un'antica sede episcopale della Chiesa autocefala di Cipro, suffraganea dell'arcidiocesi di Salamina.
Secondo la tradizione greca, primo vescovo di Soli sarebbe stato sant'Ausibio, battezzato e consacrato vescovo da Giovanni Marco, discepolo di san Barnaba, fondatore della Chiesa cipriota; il protovescovo di Soli è ricordato nel martirologio romano alla data del 19 febbraio. Lo stesso martirologio, il 9 febbraio, celebra due martiri di Soli, Ammonio e Alessandro. Negli atti di sant'Ausibio sono menzionati anche gli immediati successori di sant'Ausibio, e cioè Ausibio II e Temistagora. Nel calendario liturgico della Chiesa abissina è ricordato, il 2 gennaio, un Pietro, vescovo di Soli, ignoto tuttavia alle fonti liturgiche greche, che sarebbe vissuto all'epoca dell'imperatore Costanzo II.
Primo vescovo storicamente documentato è Evagrio, che prese parte al concilio di Efeso del 431. Epifanio fu tra i padri del concilio di Calcedonia nel 451. Stratonico partecipò al terzo concilio di Costantinopoli nel 680. Eustazio assistette al secondo concilio di Nicea nel 787. La sigillografia ha restituito il nome di tre vescovi, Epimaco, Giovanni e Ciro, i cui sigilli sono datati tra VI e VII secolo. Del vescovo Giovanni è nota anche un'epigrafe, che riferisce di opere edilizie messe in atto da questo vescovo, dopo un terremoto che distrusse la città.
Quando l'isola fu conquistata dagli eserciti crociati alla fine del XII secolo, fu istituita la gerarchia di rito latino con il beneplacito di papa Celestino III.
Anche la gerarchia di rito greco fu riorganizzata da papa Alessandro IV (1254-1261) con la cosiddetta Bulla Cypria del 3 luglio 1260. Il pontefice abolì il titolo di arcivescovo di Cipro, e ridusse le diocesi greche a sole quattro, ma imponendo ai quattro vescovi una residenza diversa da quella episcopale. In questo modo Soli divenne la sede dei vescovi greci di Nicosia. Nella loro titolatura, erano in genere indicati come vescovi di Soli, ma con l'aggiunta di proedro di Nicosia, ossia amministratore dei fedeli greci della diocesi di Nicosia.
Quando l'isola fu conquistata dagli ottomani (1570-1571), fu riorganizzata la Chiesa greca, che mantenne però solo le 4 sedi stabilite da Alessando IV, elevandole al rango di metropolie. Sono noti metropoliti di Soli fino agli inizi del XVII secolo, quando la sede fu soppressa.
Dal XVIII secolo Soli è annoverata tra le sedi vescovili titolari della Chiesa cattolica; la sede è vacante dal 26 marzo 1964.

## Cronotassi

### Vescovi greci
- Sant'Ausibio †
- Ausibio II †
- Temistagora †
- Pietro † (menzionato nel 361)
- Evagrio † (menzionato nel 431)
- Epifanio † (menzionato nel 451)
- Epimaco † (VI/VII secolo)
- Giovanni † (VII secolo)
- Ciro † (VII secolo)
- Stratonico † (menzionato nel 680)
- Eustazio † (menzionato nel 787)

### Vescovi titolari
- Alessandro Galletti † (25 gennaio 1768 - 24 marzo 1781 succeduto vescovo di Volterra)
- Kajetan Ignacy Kicki † (18 luglio 1783 - 18 dicembre 1797 nominato arcivescovo di Leopoli)
- Giuseppe Casamassima † (28 febbraio 1831 - ?)
- Francesco Xavier Maresca, O.F.M. † (12 gennaio 1847 - 2 novembre 1855 deceduto)
- Niccola Adolfo Marinelli † (13 giugno 1856 - 5 febbraio 1874 deceduto)
- Patrick Joseph O'Connor † (12 gennaio 1903 - 28 gennaio 1904 succeduto vescovo di Armidale)
- Leonhard Alois von Baumbach, C.P. † (31 marzo 1913 - 23 aprile 1913 deceduto)
- Josef Hammels † (14 gennaio 1924 - 3 gennaio 1944 deceduto)
- Humphrey Bright † (31 agosto 1944 - 26 marzo 1964 deceduto)